# Ходиш (Бихор)
Ходиш (рум. Hodiș) насеље је у Румунији у округу Бихор у општини Холод. Oпштина се налази на надморској висини од 176 m.

## Становништво
Према подацима из 2002. године у насељу је живело 226 становника, од којих су сви румунске националности.